# Madaba
Madaba (in arabo مادبا‎?, Madābā) è una città della Giordania, sorta sull'antico sito biblico di Medba o Medeba, da cui ha poi preso il nome. Conosciuta anche come "Città dei mosaici", si trova a circa 35 km a sud-ovest di Amman, la capitale del Paese.
La città sorge sulla Via Regia, una strada costruita cinquemila anni fa, a quasi 730 m s.l.m. Poco lontano da Madaba sorge il Monte Nebo alto circa 817 m s.l.m. e poco lontano appare il Mar Morto.

## Storia

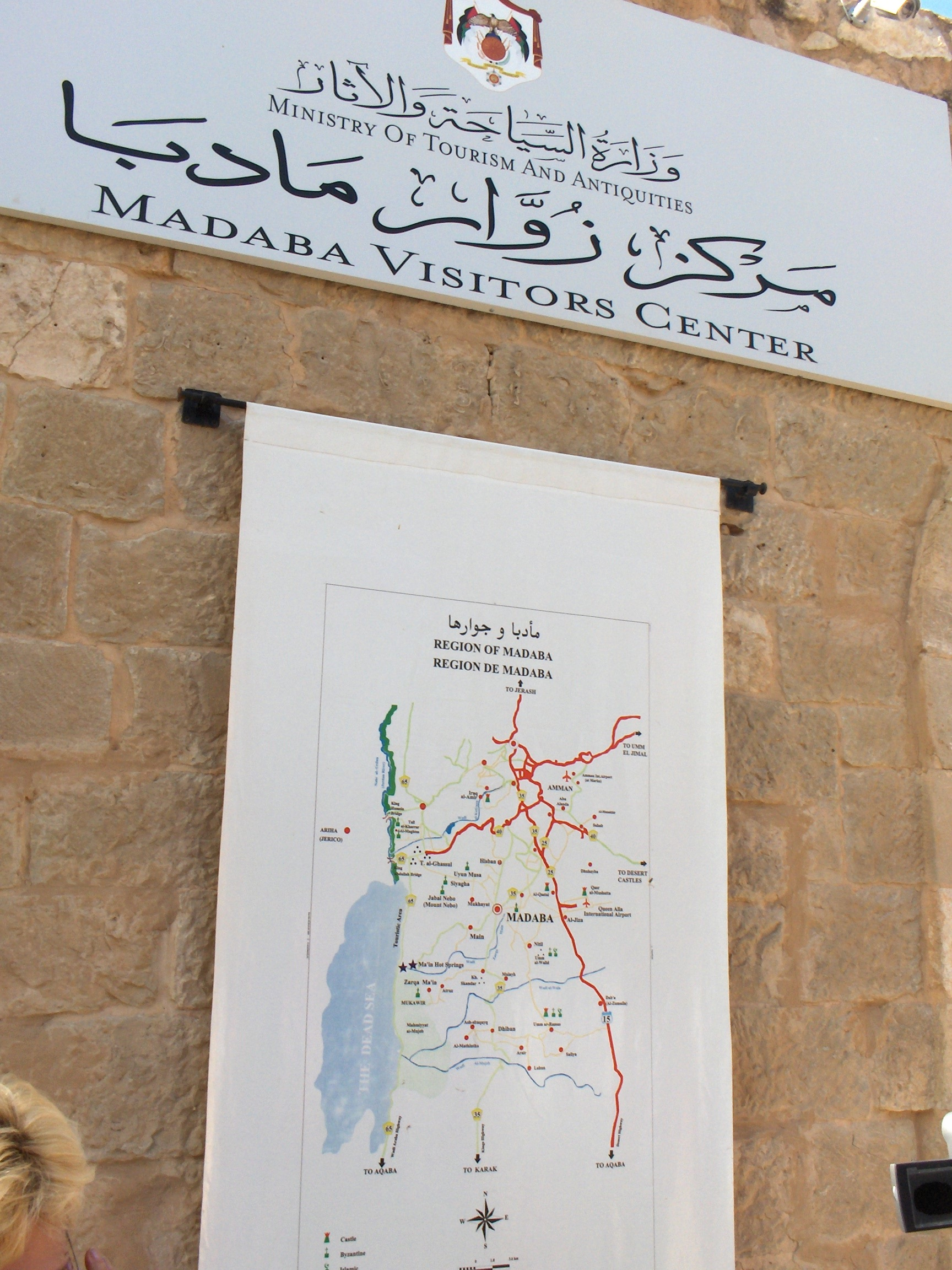
Pianta della regione di Madaba

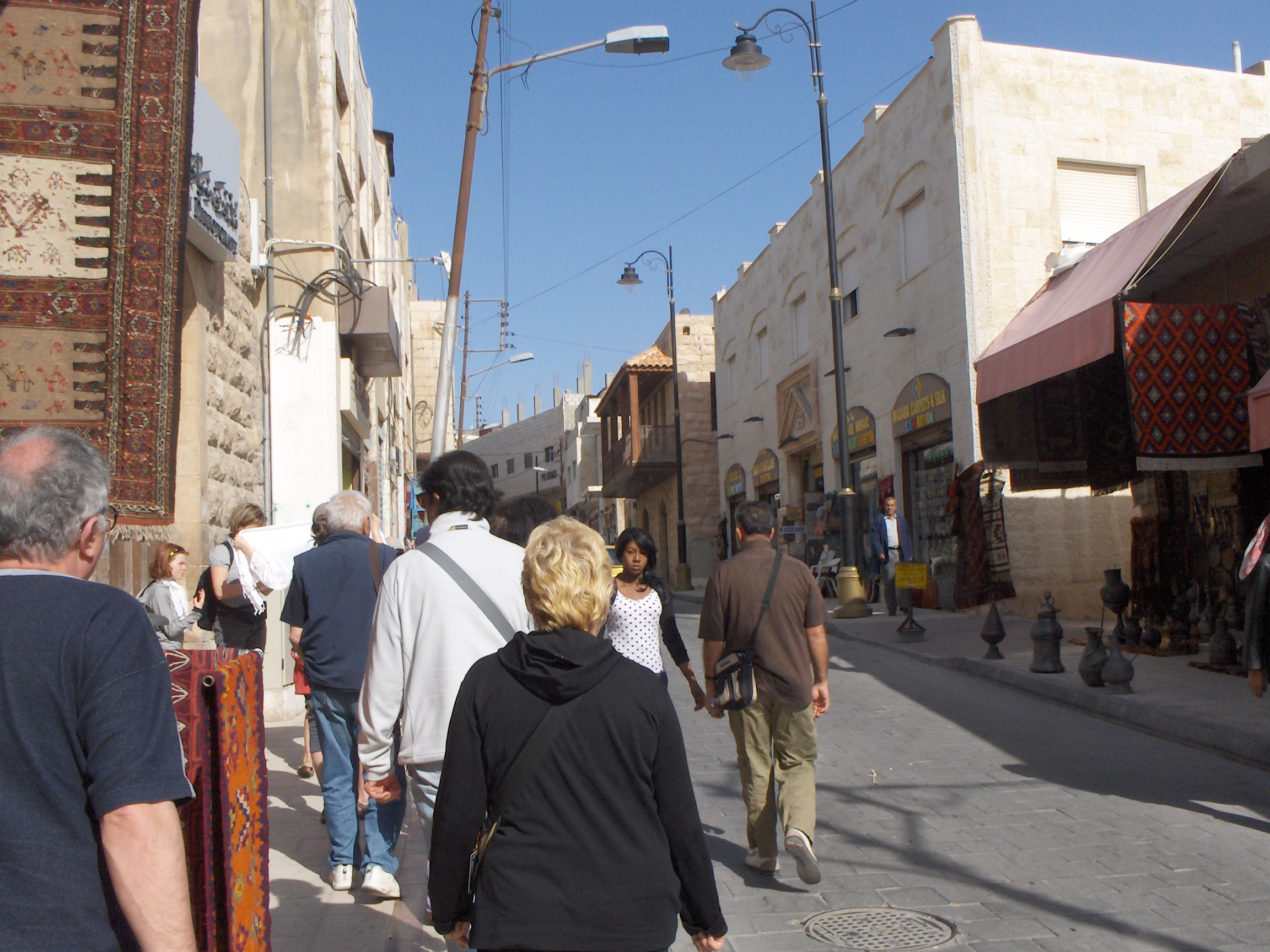
Via Hussein bin Alì, dove si trova la chiesa di San Giorgio

Come As-Salt e Quwaylibah, entrambe città non molto lontane, Madaba ha una storia molto antica, i cui inizi risalgono all'Età del Ferro, come dimostrano i molti reperti archeologici.
La città moabita di Medeba, citata nella Bibbia, fu uno degli insediamenti spartiti dalle dodici tribù di Israele al tempo dell'Esodo. Il suo nome compare anche nella Stele di Mesha, dove verso l'850 a.C., il re moabita Mesha la fece erigere per commemorare la sua vittoria sugli Israeliti.
Fu successivamente conquistata dai Greci di Alessandro Magno e governata dalla dinastia dei Seleucidi. Durante il regno di questi ultimi la città passò sotto il dominio degli Ammoniti, prima, degli Israeliti, poi, ed infine fece parte del regno dei Nabatei.
Nel 106 d.C. la città finì sotto il dominio dei Romani, che la fecero prosperare come una florida città di provincia, ma a differenza di molte città, come ad esempio Pella e Jerash, non divenne una città di primaria importanza.
Solo dopo che il Cristianesimo divenne la religione dell'impero la città acquisì importanza. Infatti nel V secolo Madaba divenne sede vescovile, poi prosperò sotto i Bizantini raggiungendo l'apice del suo potere sotto Giustiniano I. I governatori bizantini la arricchirono di edifici religiosi e amministrativi, ornati sempre da mosaici particolari, che le hanno valso il nome di Città dei mosaici. I soggetti di questi mosaici sono in prevalenza tratti dalla natura, specialmente piante ed animali.
Madaba fu poi conquistata nel 614 dai Persiani sasanidi e così iniziò il suo declino artistico e culturale. Ritornata sotto il controllo dei Bizantini, nel 636, fu conquistata dagli Arabi, che all'inizio dell'VIII secolo, durante una spedizione punitiva contro la città, distrussero alcuni mosaici. La città comunque fu abbandonata dopo il terremoto del 749, che la rase al suolo.
Madaba rinacque dopo circa 1100 anni, quando una piccola comunità cristiana di circa 2.000 persone, in lotta con la comunità musulmana di Karak, decise di trasferirsi lì alla fine del XIX secolo. Questa comunità nell'intento di gettare la fondamenta delle case scoprì alcuni mosaici. Nel 1897 fu data notizia che nella chiesa di San Giorgio era venuto alla luce un mosaico raffigurante la mappa della Terra santa. Quando la notizia giunse in Europa diede inizio ad un susseguirsi di spedizioni archeologiche che durano ancora ai giorni nostri, e da allora Madaba prosperò e la sua popolazione iniziò e continua tuttora ad aumentare.

### Medba nella Bibbia
La Bibbia racconta che Medba (Madaba) fu attaccata all'inizio del X secolo a.C. da Ammoniti e Amorrei, uniti per conquistarla. La resistenza, guidata da un certo Joab, permise di sconfiggere gli invasori. Respinti gli Amorrei, gli israeliti attraversarono l'Arnon e invasero il regno di Sicon, distruggendolo.

## Monumenti e luoghi di interesse

### La Chiesa di San Giorgio

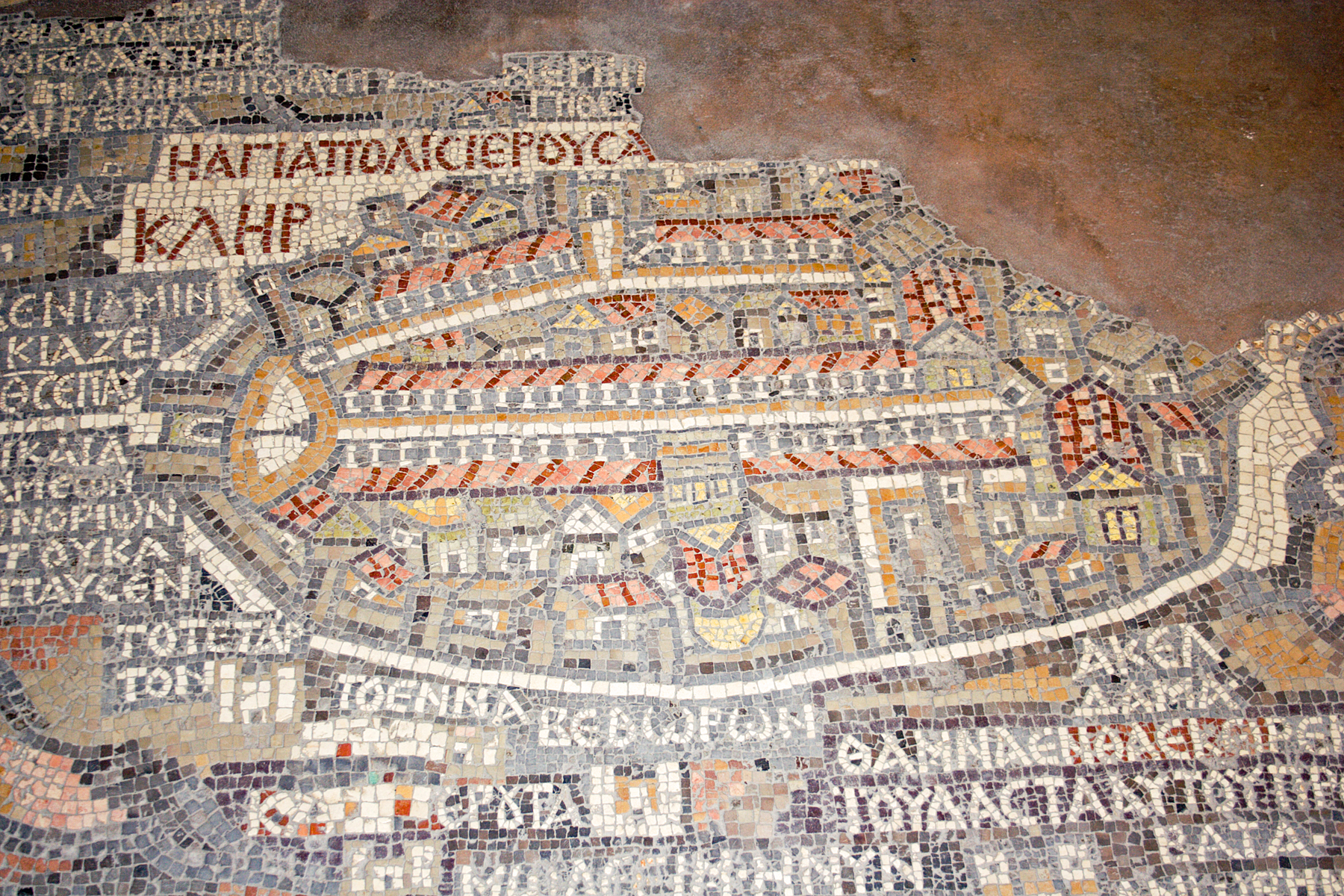
Gerusalemme nella Mappa di Terrasanta

#### La Mappa di Terrasanta

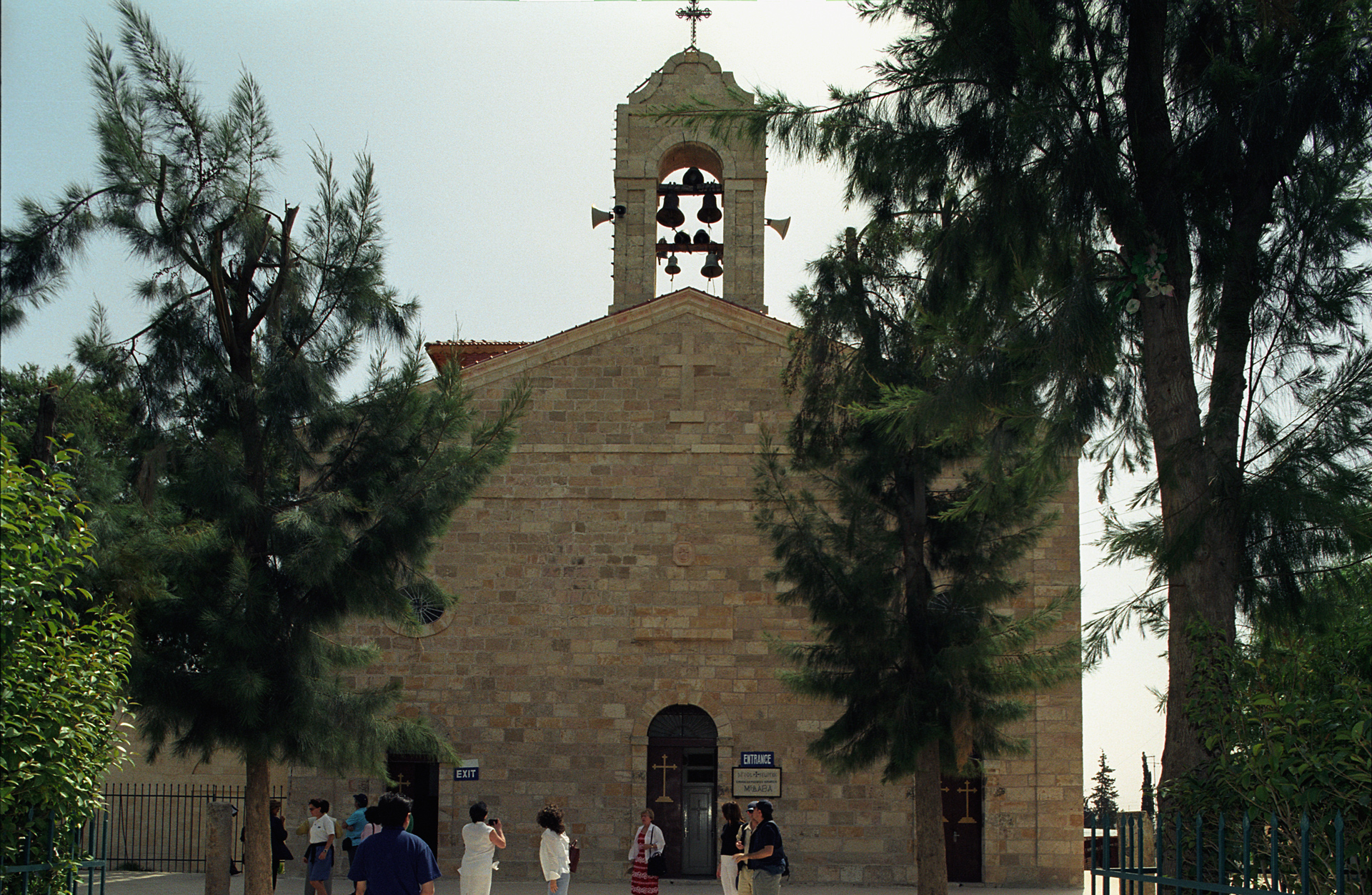
La Chiesa di San Giorgio

Il più celebre mosaico bizantino di Madaba fu scoperto verso il 1890 durante la costruzione della Chiesa di San Giorgio, che venne portata a termine qualche anno prima. Questo mosaico è stato chiamato Mappa di Terrasanta, poiché raffigura l'itinerario per raggiungere Gerusalemme attraverso oltre centocinquanta località. Il mosaico è corredato di 157 didascalie in greco, che segnano i principali siti biblici del medio Oriente, dall'Egitto alla Palestina. In origine il mosaico era lungo dai 15 ai 25 metri e largo 6 metri ed era formato da circa due milioni di tessere, di cui solo un terzo è giunto sino a noi.
La presenza di alcuni importanti edifici, come il Santo Sepolcro, costruito nel 543, hanno permesso di ipotizzare una datazione. Infatti il mosaico è stato completato nel 560.

#### La chiesa

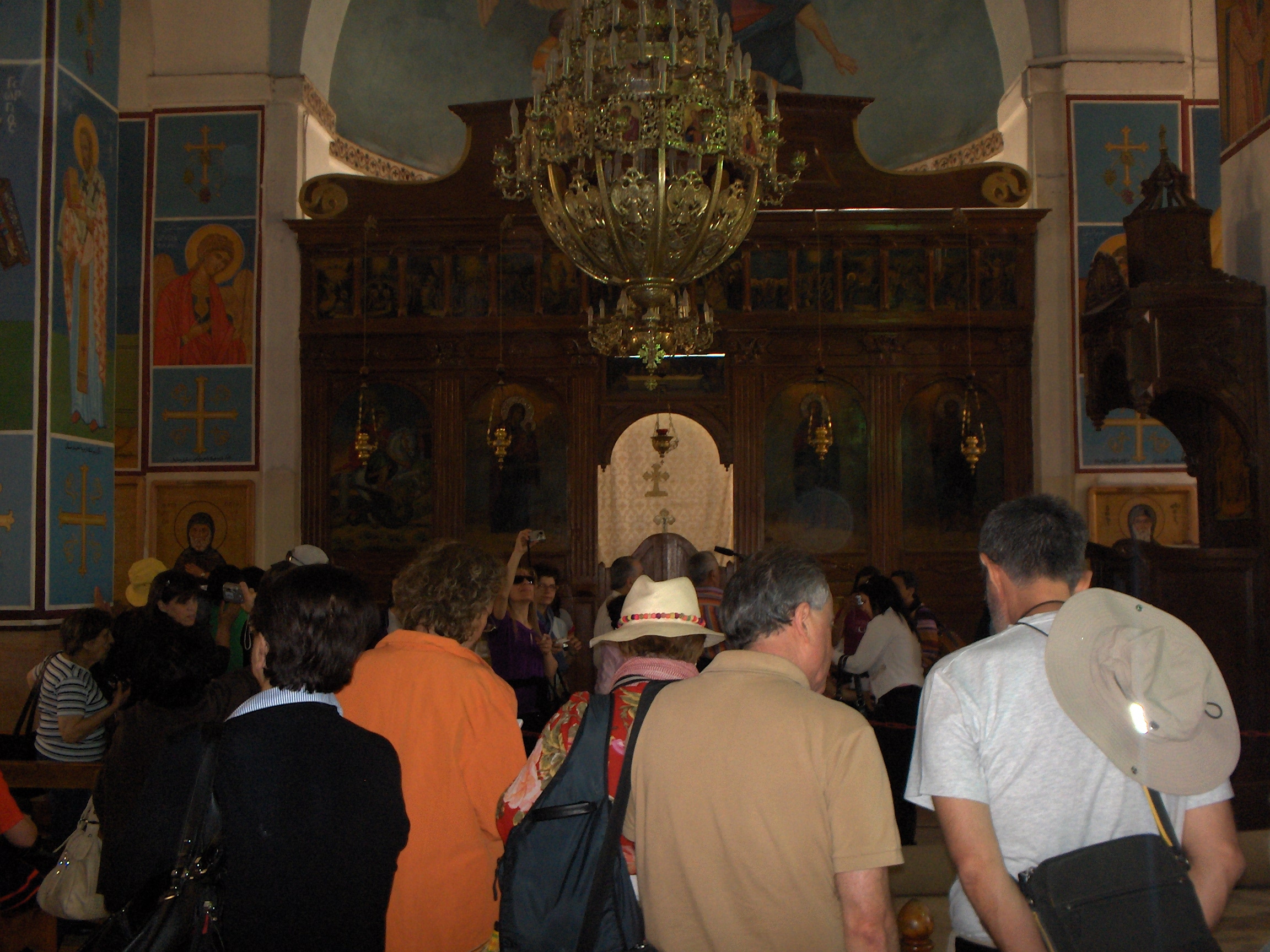
Interno della chiesa di San Giorgio

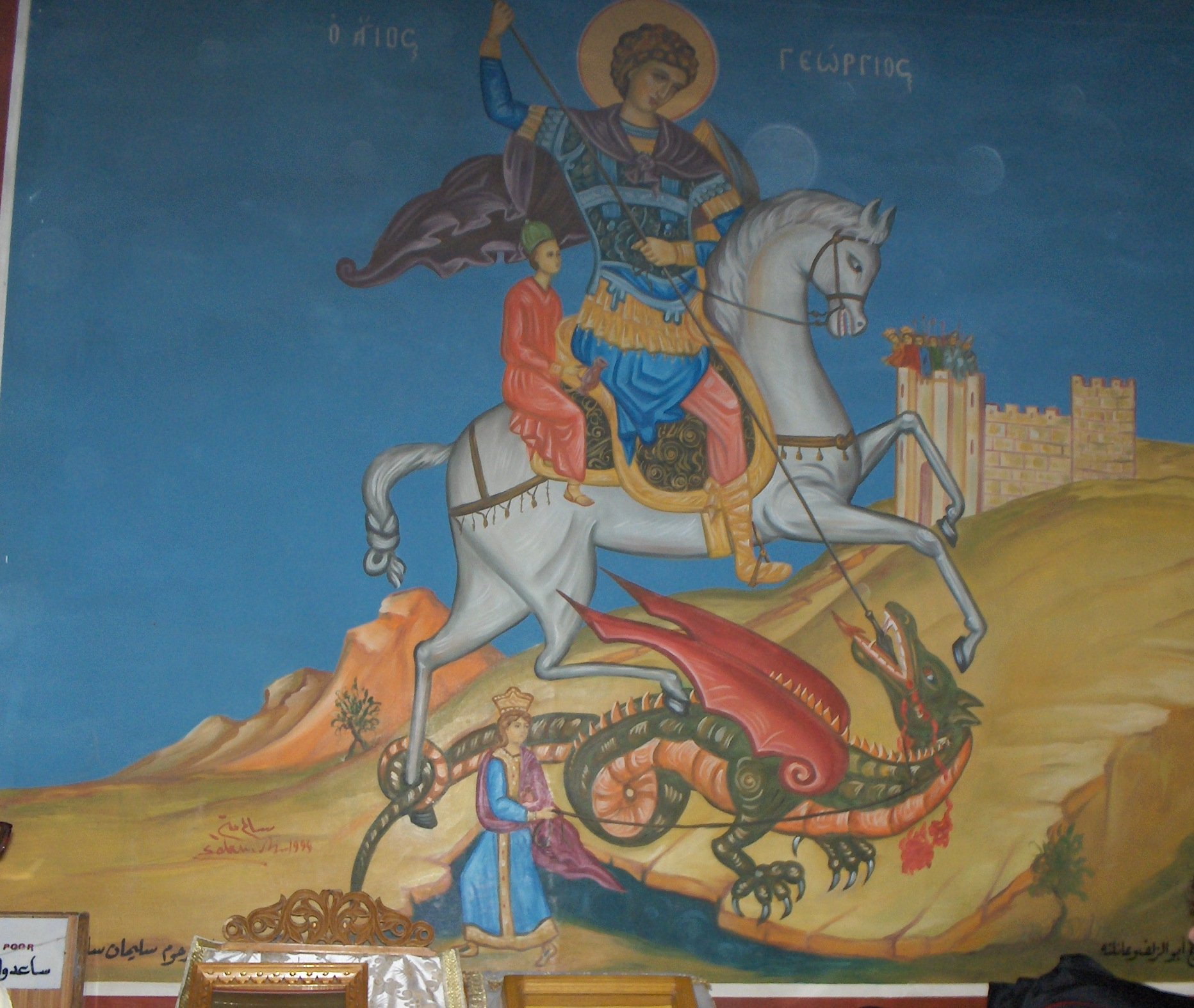
Dipinto di San Giorgio che uccide il drago all'interno della chiesa

Consacrata nel 1896, la costruzione era stata iniziata, nel 1884, per puro caso sui resti di una preesistente chiesa bizantina da un gruppo di monaci greco-ortodossi, che la dedicarono a San Giorgio. Oggi è una delle chiese cristiane più importanti della Giordania e delle più belle, motivo le colonne riccamente decorate, gli interni sontuosi e i mosaici. La chiesa è oggi meta di pellegrinaggio per le minoranze ortodosse della Giordania.

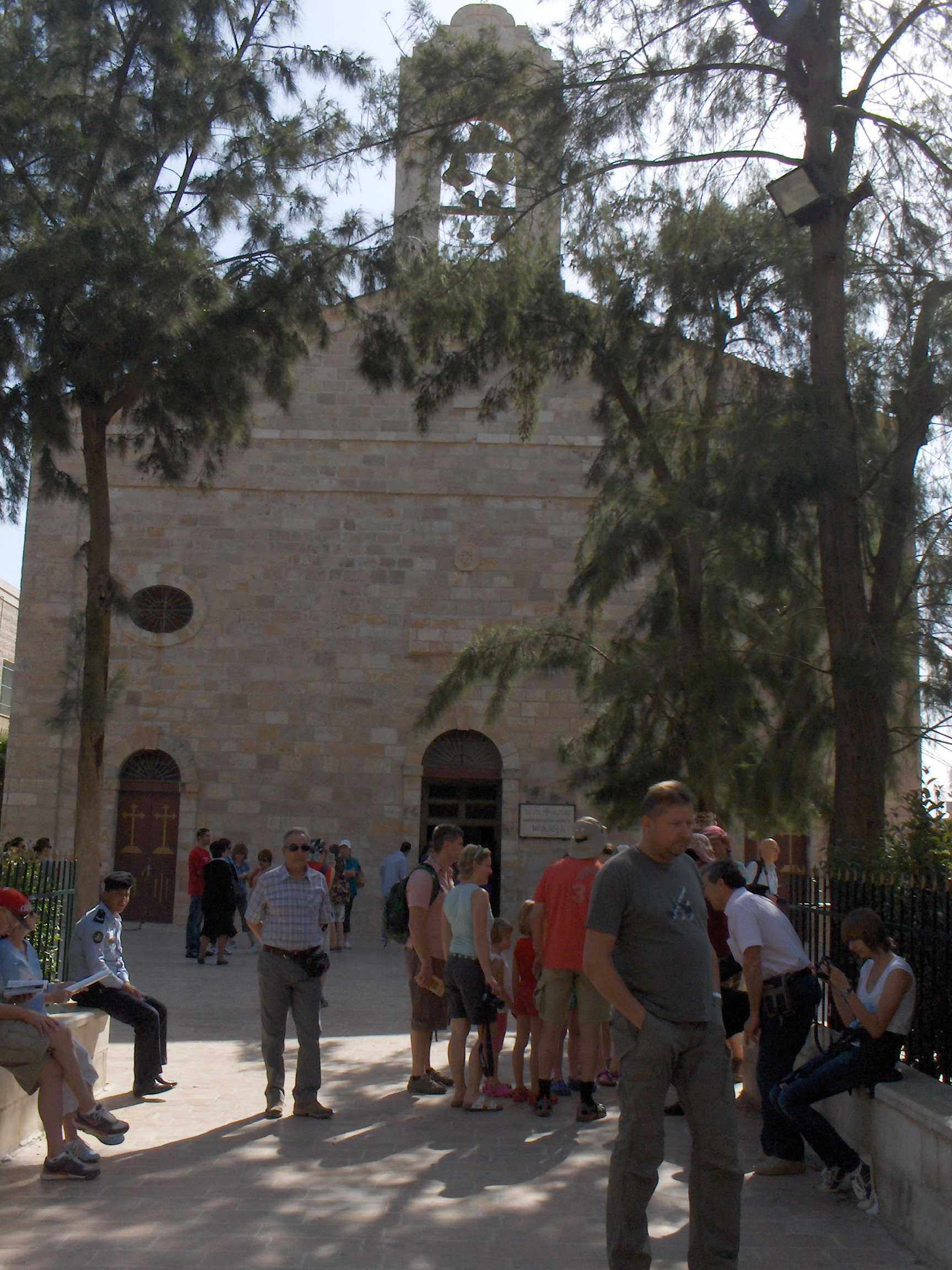
Facciata della chiesa di San Giorgio
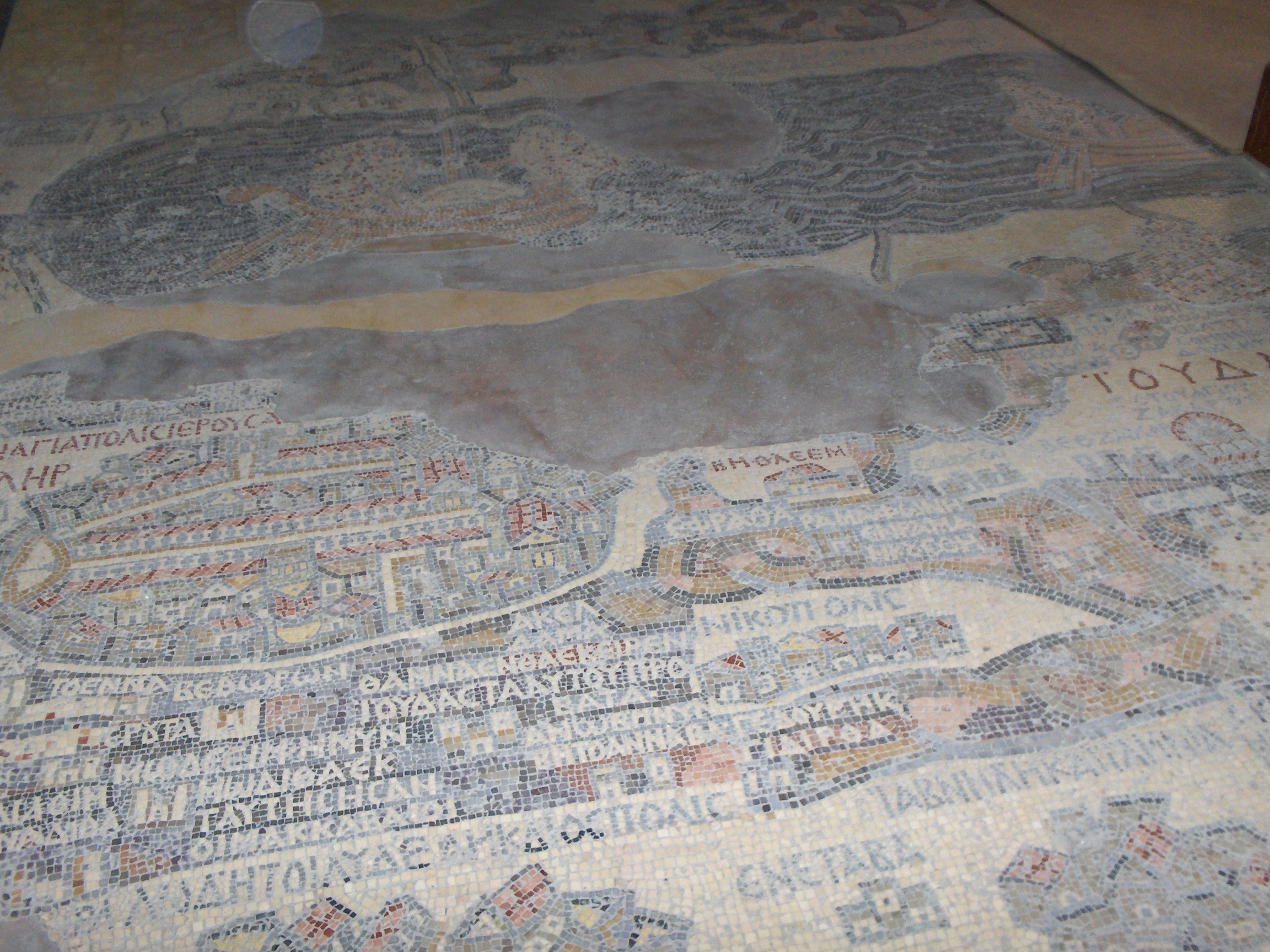
Prima parte del mosaico dei posti biblici del medio oriente, dall'Egitto alla Palestina
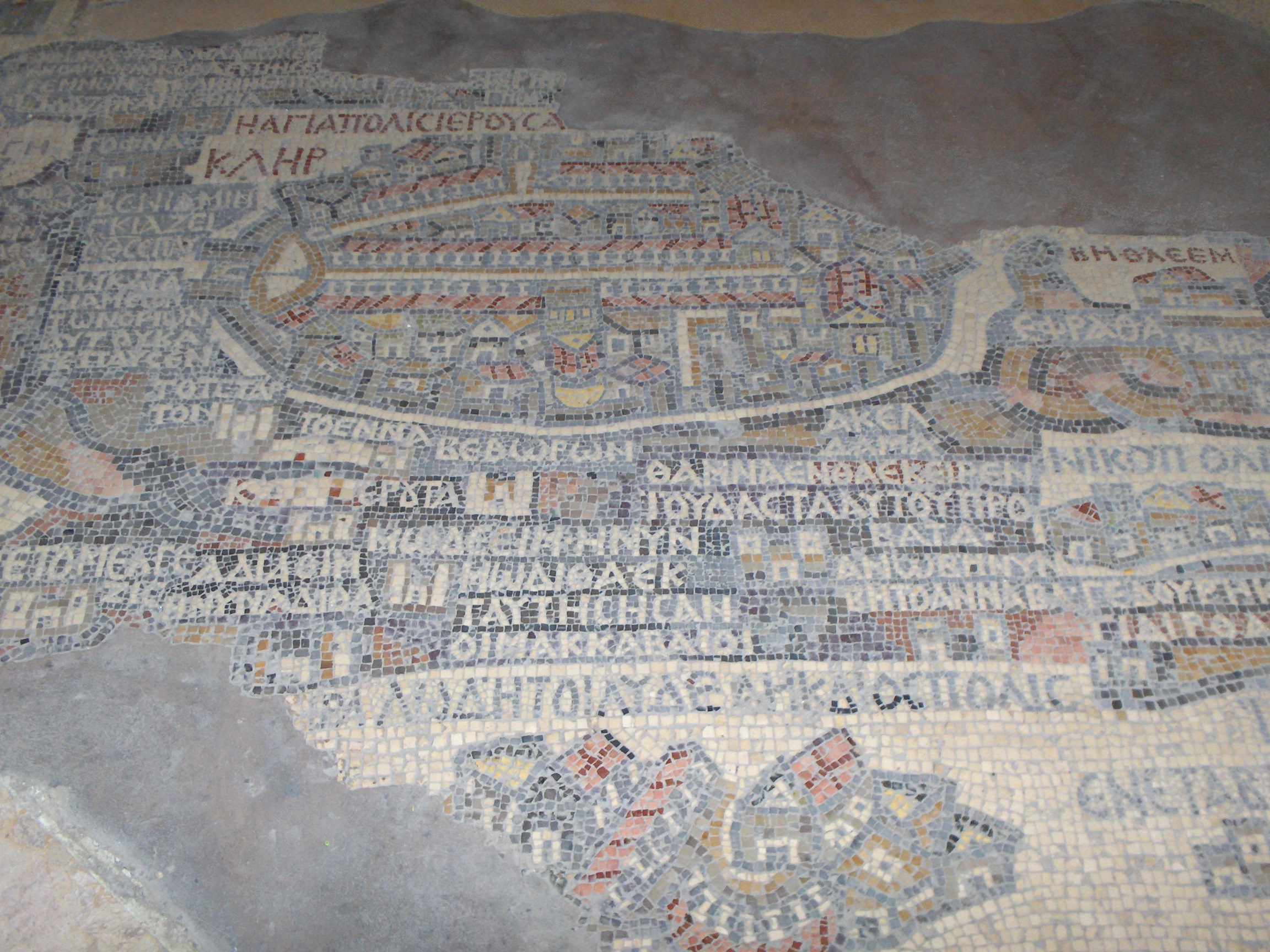
Seconda parte del mosaico dei posti biblici del medio oriente, dall'Egitto alla Palestina
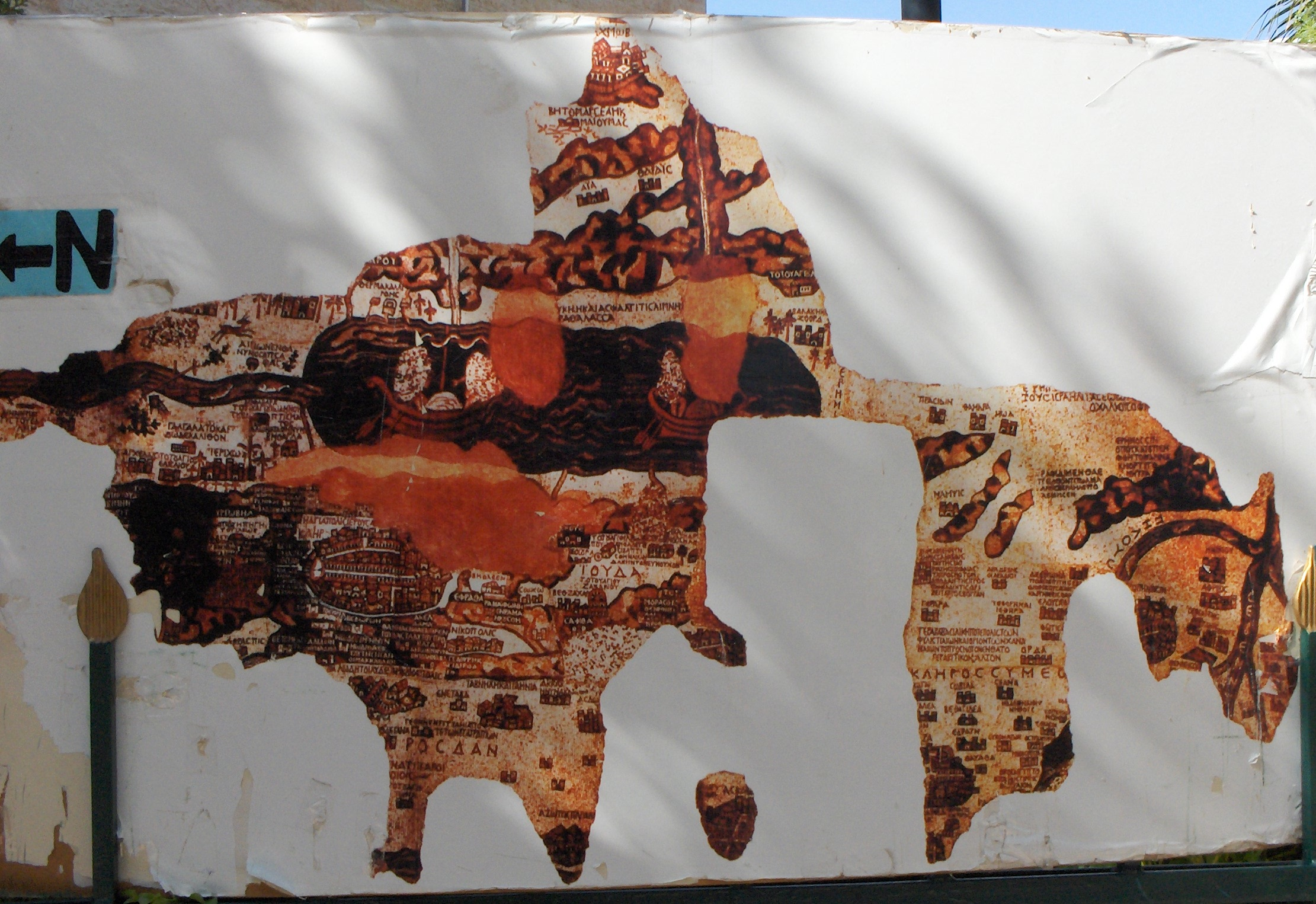
Riproduzione intera del mosaico dei posti biblici del medio oriente, dall'Egitto alla Palestina

### Parco archeologico
Vi sono esposti diversi mosaici provenienti sia da Madaba che da altri siti. Inoltre nel parco sono inglobate la chiesa del profeta Elia, la sala di Ippolito, una ricca residenza bizantina del VI secolo e la chiesa della Vergine Maria, ricche di mosaici belli e ben conservati.

### Palazzo bruciato e chiesa dei Martiri
Il palazzo era una lussuosa residenza privata distrutta da un incendio durante il terremoto del 749, La villa comunque conserva interessanti mosaici di cui sono degni di nota alcuni sul tema della caccia ed il mosaico del leone che attacca un toro.
Nello stesso sito si possono vedere i resti della chiesa dei Martiri, distrutta nel corso dell'VIII secolo.

### Tell Madaba
Il sito è di recente scoperta ed è in fase di scavo per cui non vi è ancora molto da vedere, ma si ha la certezza che conserva i resti di una villa bizantina e i resti di mura risalenti all'età del ferro.

## Società

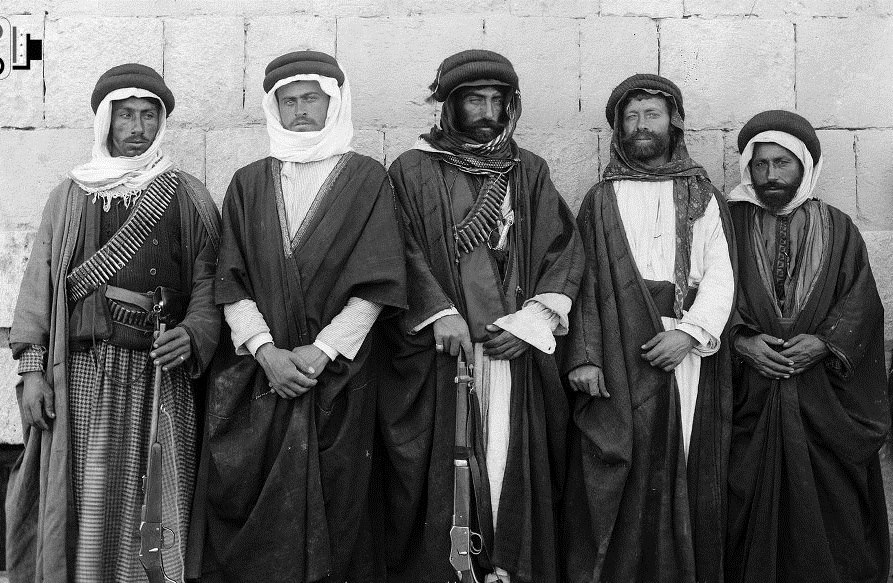
Gruppo di beduini cristiani a Madaba, 1904

Madaba è la quinta città della Giordania per popolazione, che costituisce circa il 3% della popolazione totale. Gli abitanti, 70.000, sono per la maggior parte di etnia araba e di religione islamica, oltre a una cospicua comunità di arabi cristiani di oltre 20.000 unità (circa un terzo della popolazione) particolarmente legata alla tradizione greco-ortodossa, che la rende una delle più grandi comunità cristiane della Giordania. C'è inoltre una minoranza palestinese.